# Aechmea distichantha
Espèce
Classification phylogénétique
Aechmea distichantha est une espèce de plantes à fleurs de la famille des Bromeliaceae qui se rencontre du Brésil à l'Uruguay.

## Synonymes
- Aechmea brasiliensis Regel[1] ;
- Aechmea distichantha f. albiflora L.B.Sm.[1] ;
- Aechmea distichantha var. distichantha[1] ;
- Aechmea distichantha f. distichantha[1] ;
- Aechmea excavata Baker[1] ;
- Aechmea hookeri Lem.[1] ;
- Aechmea microphylla Mez[1] ;
- Aechmea myriophylla E.Morren ex Baker[1] ;
- Aechmea platyphylla Hassl.[1] ;
- Aechmea polystachia (Lindl. & Paxton) Mez[1] ;
- Aechmea polystachia var. excavata (Baker) Mez[1] ;
- Aechmea polystachya var. longifolia A.Cast.[1] ;
- Aechmea polystachya var. myriophylla Hassl.[1] ;
- Billbergia distichostachya Lem.[1] ;
- Billbergia polystachia Lindl. & Paxton[1] ;
- Hohenbergia distichantha (Lem.) Baker[1] ;
- Hoplophytum distichanthum (Lem.) Beer[1] ;
- Hoplophytum polystachium (Lindl. & Paxton) Beer[1] ;
- Nidularium hydrophorum Rojas[1] ;
- Platyaechmea distichantha (Lem.) L.B.Sm. & W.J.Kress[1] ;
- Platyaechmea distichantha f. albiflora (L.B.Sm.) L.B.Sm. & W.J.Kress[1] ;
- Quesnelia distchantha (Lem.) Lindm.[1] ;
- Quesnelia distichanta (Lem.) Lindm.[1] ;
- Tillandsia polystachia Vell. [Illégitime][1].

## Distribution
L'espèce se rencontre du Brésil à l'Uruguay.

## Description
L'espèce est épiphyte ou saxicole.